# Soner Sucu
Soner Sucu (ur. 3 września 1986 w Amasyi) – turecki zapaśnik w stylu klasycznym. Olimpijczyk z Pekinu 2008, gdzie zajął dwunaste miejsce w kategorii 60 kg.
Piąte miejsce w mistrzostwach świata w 2009 i mistrzostwach Europy w 2010. Brązowy medal igrzysk śródziemnomorskich w 2009. Ósmy w Pucharze Świata w 2010. Mistrz Europy i wicemistrz świata juniorów w 2006 roku.

## BIbliografia
- Dane na stronie foeldeak.com